# 张有隽
张有隽（1939年—），男，瑶族，广西钟山人，中国民族学家，曾任广西民族大学民族研究所所长，第七届全国人大常委会委员（1988-1993）。《瑤族通史》常務副主編。